# Большое Сазаново
Большое Сазаново — деревня в Балезинском районе Удмуртии. Входит в состав Люкского сельского поселения.

## География
Деревня расположена на северо-востоке республики на расстоянии примерно в 23 километрах по прямой к северо-востоку от районного центра Балезина.
Часовой пояс
Деревня Большое Сазаново как и вся Удмуртия, находится в часовой зоне МСК+1. Смещение применяемого времени относительно UTC составляет +4:00.

## Население
| 2010 | 2012 | 2014 |
| ---- | ---- | ---- |
| 183  | →183 | ↗583 |

Национальный состав
Согласно результатам переписи 2002 года, в национальной структуре населения удмурты составляли 98 % из 200 чел..